# 佩镇 (朗德省)
佩镇是法国朗德省的一个市镇，属于达克斯区（Dax）佩雷奥拉德县（Peyrehorade）。该市镇总面积13.85平方公里，2009年时的人口为698人。

## 人口
佩镇人口变化图示